# Riace
Riace (Riàci en calabrais) est une commune italienne de la province de Reggio de Calabre, dans la région Calabre.
Riace est célèbre pour les « bronzes » auxquels elle donne son nom, les Bronzes de Riace, deux sculptures grecques datées du Ve siècle av. J.-C. et découvertes en 1972 au large de la commune, mais qui ont quitté la commune pour un musée. À partir de 1998, sous l'impulsion de son maire Domenico Lucano, la ville accueille de nombreux exilés, reprend vie, et devient un symbole de la cause migratoire.

## Histoire contemporaine
À partir des années 1950, les villages de Calabre sont touchés par une crise économique qui encourage l'émigration vers le nord. Riace passe de 3 000 habitants en 1972 à 1 600 en 1998. À la fin des années 1990, la ville tente de développer un tourisme rural.
En juillet 1998, les habitants ouvrent leurs portes et le village à 200 Kurdes d'une embarcation échouée sur leur côte. Domenico Lucano, le maire, sympathisant communiste, tente alors de faire revivre le village, fortement affecté par l'exode rural, en intégrant les demandeurs d'asile. Une association, Città Futura G. Puglisi (en hommage au prêtre assassiné par la mafia à Palerme), voit le jour, avec pour but d'organiser l'hébergement. Plus de 200 réfugiés vivent désormais à Riace. L'école qui avait fermé en 2000 a rouvert. L'État italien donne 20 euros par jour pour les réfugiés, ce qui lui revient moins cher que des centres de rétention.
Au fil des années, la ville, très médiatisée, se construit une identité politique autour de l’arrivée des migrants. Les journalistes et les « touristes solidaires » défilent. Des initiatives en matière d'eau publique et de gestion des déchets marquent une opposition à la mafia.
Les subventions aux demandeurs d'asile tardent toujours, et la commune créé une monnaie locale (à l'effigie de Gandhi, Luther King ou Che Guevara) qui est librement utilisée dans le village, et quand l'argent arrive, les magasins sont réglés directement par la mairie.
Six mille « réfugiés » passent par le village au fil des années 2010. En 2011, de nombreux Tunisiens débarquent à Lampedusa d’où ils sont rejetés. La commune de Riace, surnommée « le village des migrants », annonce au gouvernement être prête à en accueillir une partie. Une quarantaine de villes et villages des alentours se proposent également. En 2017, 400 personnes habitent les maisons qui avaient été abandonnées. Riace est devenu un symbole politique d’engagement pour la cause migratoire en Italie.
Mais la Calabre reste un territoire économiquement faible, et l'économie de la ville est dépendante des politiques migratoires et des fonds publics, lesquels se tarissent à partir de juin 2016, entraînant un déclin social et économique. Lucano et quelques habitants et migrants entament une grève de la faim de plusieurs jours.
Le 1er octobre 2018, le maire du village, Domenico Lucano, est arrêté. Il est soupçonné d’aide à l’immigration clandestine, d’irrégularités dans l'attribution de financements pour le ramassage des ordures à Riace et d'organisation de mariages blancs entre les habitants du village et des migrants.
Le 5 septembre 2019, après 11 mois d'interdiction de séjour dans sa commune de Riace, l'ancien maire obtient la révocation de cette interdiction. Il est lourdement condamné en 2021 et fait appel.
Le 11 octobre 2023, la condamnation est réduite en appel à 1 an et 6 mois avec suspension de peine. Seul le délit de faux en écriture publique est retenu. Domenico Lucano et ses coaccusés sont acquittés d'une partie des charges, les autres étant prescrites.

## Administration
| Période                                  | Période  | Identité        | Étiquette               | Qualité |
| ---------------------------------------- | -------- | --------------- | ----------------------- | ------- |
| 14 juin 2004                             | En cours | Domenico Lucano | Sympathisant communiste |         |
| Les données manquantes sont à compléter. |          |                 |                         |         |

Antonio Trifoli est élu en 2019.  La légitimité de son mandat fait débat.

### Communes limitrophes
Camini, Stignano.